# Підберізцівська сільська територіальна громада
Підберізцівська сільська громада — територіальна громада в Україні, у Львівському районі Львівської області. Адміністративний центр — село Підберізці.
Площа громади — 124,1 км², населення — 8203 мешканці (2021).
Утворена 21 липня 2017 року шляхом об'єднання Миклашівської, Підберізцівської, Чижиківської та Чорнушовицької сільських рад Пустомитівського району.
12 червня 2020 року розширена шляхом долучення Верхньобілківської сільської ради Пустомитівського району.

## Населені пункти
До складу громади входять 11 сіл:
- Верхня Білка
- Глуховичі
- Журавники
- Миклашів
- Нижня Білка
- Підберізці
- Підгірне
- Сухоріччя
- Тарасівка
- Чижиків
- Чорнушовичі